# Fernando Pámanes Escobedo
Fernando Pámanes Escobedo fue un militar y político mexicano, que destacó en la lucha gubernamental contra las guerrillas en la década de los años 70 y ocupó el gobierno de Zacatecas entre 1974 y 1980.
Fernando Pámanes inició su carrera militar muy joven y toda su vida la desarrolló dentro del Ejército Mexicano; las primeras acciones militares en las que participó fueron durante la Guerra Cristera en 1927. Fue oficial mayor de la Secretaría de la Defensa Nacional, siendo titular el general Agustín Olachea (1958-1964). Estuvo destacado en diversas regiones y zonas militares a lo largo del país, hasta que al iniciar la década de 1970 fue designado comandante de la V Zona Militar con sede en Chihuahua, Chihuahua con la intención de reprimir la guerrilla de orientación comunista que por esos días se desarrollaba en el estado, tanto en el ámbito social como urbano, coadyuvando en su combate con el entonces gobernador Óscar Flores Sánchez. Uno de los episodios por los que más se recuerda a Pámanes en Chihuahua, fue su intervención para detener un asalto bancario, por medio del cual los guerrilleros buscaban recursos para la insurrección.
En 1974, Pámanes fue postulado por el Partido Revolucionario Institucional como su candidato a gobernador de Zacatecas, cargo que ganó y ejerció entre ese año y hasta el de 1980, al final del cual se retiró de la política y del servicio activo en el ejército.
Fernando Pámanes Escobedo ha sido señalado como un presunto ejecutor de la llamada Guerra Sucia del gobierno mexicano en contra de las guerrillas de izquierda durante las décadas de 1960 y 1970; sin embargo él nunca aceptó esas acusaciones, consideró que su actuación había sido la correcta y calificó a los guerrilleros como "bandoleros marxistoides".